# Chimarra auronitens
Chimarra auronitens är en nattsländeart som beskrevs av Georg Ulmer 1906. Chimarra auronitens ingår i släktet Chimarra och familjen stengömmenattsländor. Inga underarter finns listade i Catalogue of Life.